# Ildikó Lendvai
Dans le nom hongrois Lendvai Ildikó, le nom de famille précède le prénom, mais cet article utilise l’ordre habituel en français Ildikó Lendvai, où le prénom précède le nom.
Ildikó Lendvai ([ˈil.di.koː], [ˈlɛnd.vɒ.i]), née le 20 juillet 1946 à Debrecen, est une femme politique hongroise, députée de Budapest, cheffe de file du groupe socialiste à l'Assemblée nationale (Országgyűlés) entre 2002 et 2009, présidente du Parti socialiste hongrois (Magyar Szocialista Párt, MSzP) entre 2009 et 2010.

## Biographie

### Origines, études et famille
Ildikó Lendvai est la fille d'un metteur en scène et d'une pédagogue.
Elle passe sa petite enfance au gré du travail de son père entre Nagykanizsa, Pécs et Szolnok. Elle a cinq ans lorsque sa famille s'installe à Budapest, où elle fréquente l'école élémentaire et le collège. Elle passe son baccalauréat en 1964 au Lycée de filles Katalin Varga. En 1972, elle obtient le diplôme d'enseignante, spécialité Histoire de la Hongrie, à l'Université Loránd Eötvös de Budapest (Eötvös Loránd Tudományegyetem, ELT) ; en 1974, elle achève une spécialité complémentaire en philosophie.

### Carrière politique

#### Avant le changement de régime
Entre 1969 et 1972, Ildikó Lendvai est enseignante au Lycée Ferenc Móra ; elle travaille ensuite jusqu'en 1974 comme aide-enseignante au sein de la Chaire de philosophie de l'Université d'agronomie de Keszthely (Keszthelyi Agrártudományi Egyetem).
Elle adhère en 1974 au Parti socialiste ouvrier hongrois (Magyar Szocialista Munkáspárt, MSzMP). À partir de cette année, elle travaille à la commission culturelle du Comité central de la Fédération hongroise de la jeunesse communiste (Magyar Kommunista Ifjúsági Szövetség, KISz). Entre 1981 et 1984, elle obtient une bourse de recherches à l'Académie hongroise des Sciences (Magyar Tudományos Akadémia, MTA).
De 1984 à 1989, elle travaille auprès du Comité central du MSzMP, à la commission des Sciences, de l'Instruction publique et des Affaires culturelles, d'abord comme collaboratrice, puis comme responsable d'une subdivision. Entre 1988 et 1989, elle devient directrice-adjointe de la commission.
Selon ses détracteurs, elle serait à l'origine, par le biais de la politique culturelle du parti unique de la mise à l'index de certaines œuvres artistiques jugées "dangereuses" par le régime, de la restriction des manifestations publiques ; elle aurait également contribué à l'interdiction de la revue littéraire de Szeged Tiszatáj en 1986.

#### Après la chute du communisme
Entre 1989 et 1995, elle devient la directrice de la maison d'édition Gondolat.
En 1989, elle compte parmi les membres-fondateurs du nouveau Parti socialiste hongrois (Magyar Szocialista Párt, MSzP). 
En 1990, elle est chargée de missions auprès du Conseil local du MSzP de Budapest ; en 1994, elle est élue présidente de la fédération budapestoise ainsi que membre de la direction nationale du MSzP. Entretemps, de 1992 à 1994, elle fonde la Section féminine du MSzP dont elle assure alors la présidence.
Lors des élections législatives de 1994, elle est élue députée de la 32e circonscription de Budapest (XXIIe arrondissement) et démissionne de son poste de directrice de maison d'édition. Elle se consacre désormais à sa carrière nationale. 
En 1998, elle est réélue députée de justesse sur la liste nationale de compensation présentée par le MSzP alors qu'elle avait été battue lors du scrutin uninominal par Zsolt Németh (Fidesz). Elle est alors désignée cheffe de file adjointe du groupe socialiste à l'Assemblée nationale (Országgyűlés).
En 2000, elle est élue vice-présidente du MSzP et démissionne de la présidence de la fédération de Budapest du parti socialiste, ainsi que de ses responsabilités au sein du groupe parlementaire.
Lors des élections législatives de 2002, elle réussit à s'emparer du siège de députée de la circonscription de Budafok-Tétény. Elle est alors désignée cheffe de file du groupe parlementaire socialiste et devient en cette qualité membre du Bureau du Parlement. Les élections intermédiaires de 2004 renforcent alors sa position. Lors des élections législatives de 2006, elle décroche à nouveau un mandat par scrutin uninominal et est reconduite dans ses fonctions de cheffe de groupe parlementaire. Le groupe lui renouvelle de nouveau sa confiance en 2008. En 2009, après la démission du Premier ministre socialiste Ferenc Gyurcsány de ses fonctions gouvernementales et de président de parti, elle est élue présidente du MSzP le 5 avril 2009.
Après la défaite historique de son parti en avril 2010, elle démissionne de la présidence au profit du candidat socialiste au poste de premier ministre : Attila Mesterházy. Elle perd la 32e circonscription de Budapest mais parvient à conserver son siège de députée par sa présence sur la liste proportionnelle du MSzP.